# Angela Denoke
Angela Denoke est une chanteuse d'opéra (soprano) allemande née le 27 novembre 1961 à Stade (Allemagne).

## Carrière
Les débuts de la carrière de la chanteuse se font dans le cadre du système allemand des troupes : Elle a étudié à la Hochschule für Musik und Theater Hamburg. Angela Denokes premier contrat était au Théâtre Ulm (1992-1996), où elle a chanté Fiordiligi (Cosi fan tutte), Donna Anna (Don Giovanni) et Agathe (Der Freischütz), entre autres rôles. Angela Denoke a chanté aussi le rôle-titre dans (Der Rosenkavalier) au Théâtre Ulm, dans une production par Peter Pikl et dirigé par le chef d'orchestre James Allen Gähres, en septembre 1994. Cela a été en même temps le débuts de Angela Denoke comme 'La Maréchale' ('Die Marschallin') Puis de 1996 à 2000 dans la troupe plus prestigieuse de l'Opéra de Stuttgart, ce qui lui permet de faire ses débuts dans quelques-uns des rôles qui marquent sa carrière ultérieure. C'est pendant sa période à Stuttgart qu'elle parvient à une notoriété internationale : elle fait ses débuts au Festival de Salzbourg en 1997 avec Marie dans Wozzeck d'Alban Berg, mais c'est surtout l'année suivante, avec le rôle-titre de Katia Kabanova de Leoš Janáček dans une mise en scène de Christoph Marthaler, qu'elle y triomphe. Depuis 2000, elle exerce son métier de façon indépendante : elle est régulièrement réinvitée à Salzbourg, mais aussi à Paris où Gerard Mortier qui l'avait fait débuter à Salzbourg l'invite souvent pendant son mandat, ou à l'Opéra de Munich. Elle chante aussi beaucoup à l'Opéra de Vienne.
Son répertoire accorde une place importante à la musique du XXe siècle, notamment à Janáček, mais aussi à certains rôles wagnériens.

## Principaux rôles
- Marie, Wozzeck, Alban Berg
- Katia Kabanova, Katia Kabanova, Janáček
- Jenůfa puis La Sacristine, Jenůfa, Janáček
- Emilia Marty, L'Affaire Makropoulos, Janáček
- Marietta, Die tote Stadt, Erich Wolfgang Korngold
- Salomé puis Hérodias, Salome, Richard Strauss
- Die Marschallin, Der Rosenkavalier, Strauss
- Kundry, Parsifal, Wagner